# Akon

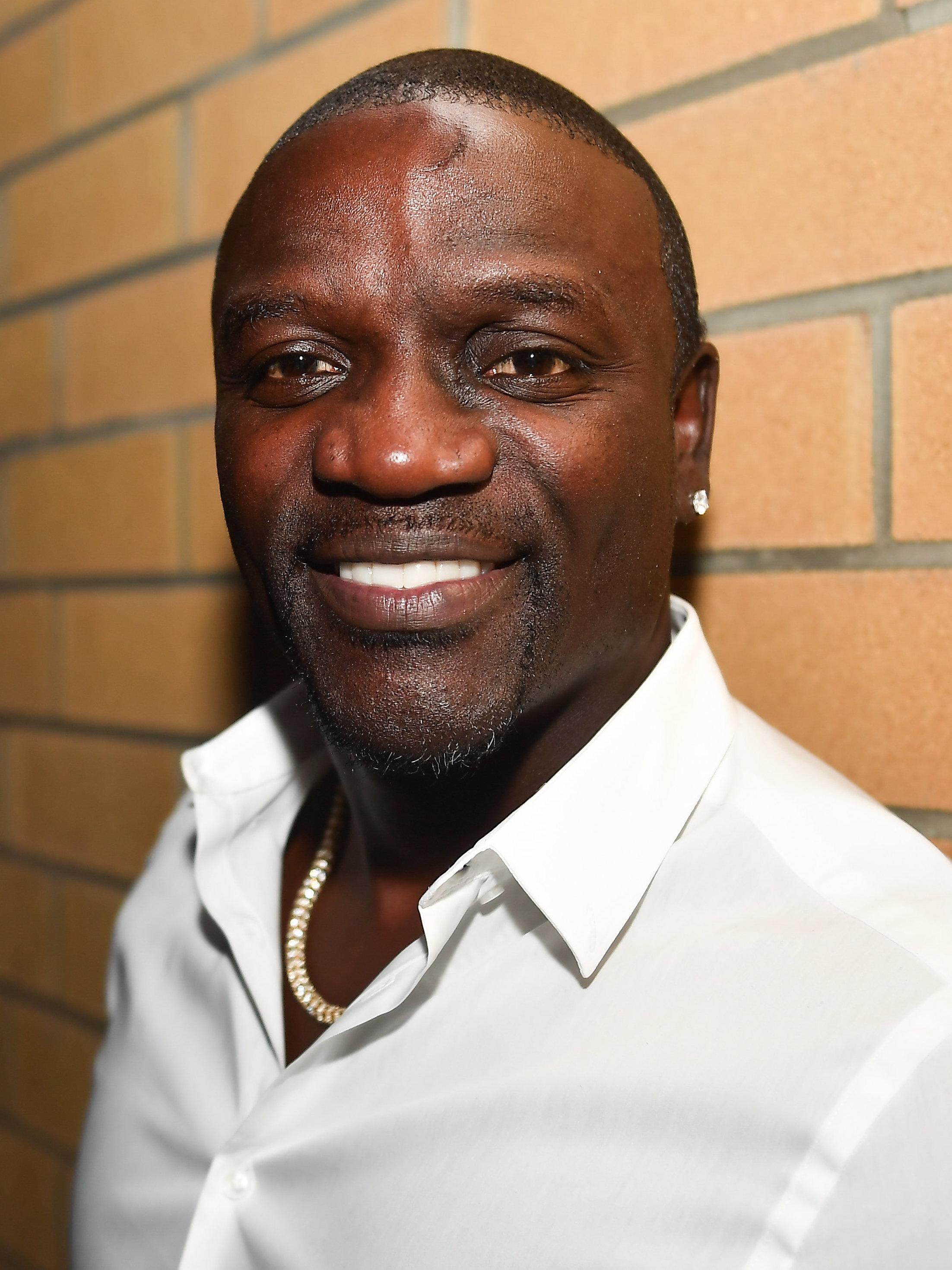
Akon (2019)

Akon (* 16. April 1973 in St. Louis, Missouri als Aliaune Damala Bouga Time Puru Nacka Lu Lu Lu Badara Akon Thiam) ist ein US-amerikanisch-senegalesischer Sänger, Songwriter und Musikproduzent. Seine Musikrichtungen basieren auf Hip-Hop, Rap, Contemporary R&B, Pop und traditioneller afrikanischer Musik. Er ist außerdem Gründer der Musiklabel Konvict Muzik und Kon Live Distribution.

## Leben und Karriere
Akon wurde als Sohn des bekannten senegalesischen Perkussionisten und Jazzmusikers Mor Thiam in St. Louis im US-Bundesstaat Missouri geboren und verbrachte seine ersten Lebensjahre im Senegal. Im Alter von sieben Jahren zog Akon mit seiner Familie zurück in die USA nach Union City, New Jersey. Dort kam er erstmals mit R'n'B in Berührung und geriet nach einiger Zeit in kriminelle Kreise. In einigen Interviews gab Akon außerdem an, Muslim zu sein.
Eigenen Angaben zufolge inspirierte ihn eine mehrjährige Gefängnisstrafe zu seiner Single Locked Up. Des Weiteren soll sein Stiefbruder, der Choreograph Divine Stevens, der ihn aus der Kriminalität holen wollte, sein Talent als Musiker entdeckt und heimlich dessen Demoaufnahme an Labels verschickt haben. Schließlich bekam er Antwort von Street Records Corporation, die Akon einen Plattenvertrag anboten. Im Juni 2004 veröffentlichte der Senegalese sein Debütalbum Trouble. Die erste Singleauskopplung Locked Up erreichte die Top Ten der US-amerikanischen Billboard-Charts. Mit einigen Monaten Verzögerung stieg er im März 2005 auch in Großbritannien bis auf Platz fünf der Singlecharts und kam unter die 20 meistverkauften Singles in Deutschland. Im Mai 2005 erreichte er mit Lonely Platz 1 der deutschen und der britischen Single-Charts. In dem Lied verwendet er ein gepitchtes (in der Tonhöhe verändertes) Sample aus Mr. Lonely von Bobby Vinton.
Außerdem gründete Akon 2005 zusammen mit Melvin Brown ein eigenes Musiklabel namens Konvict Muzik. In fast allen seinen Songs kommt das Wort „convicted“ (auf Deutsch: „verurteilt“) vor, meistens sogar zu Beginn des Liedes, welches eine Art Markenzeichen von Akon ist. Zu diesem Musiklabel gehören unter anderem Jeffree Star, Lady Gaga und T-Pain.
Nachdem bereits Ende 2009 bekannt gegeben wurde, dass im folgenden Jahr sein viertes Studioalbum Stadium erscheinen solle, die Fertigstellung sich jedoch aufgrund von Arbeiten mit anderen Künstlern verzögerte und veröffentlichte Songs wie Angel (2010), Hurt Somebody (2012) und So Blue (2013) als nicht auf Alben befindliche Singles oder Teil eines Mixtapes beworben wurden, erschienen am 1. Januar 2015 fünf Singles mit dem Hinweis, dass Stadium aus fünf Teilen bestehen werde, je einem der Genres Euro, Pop, Urban, Island und World zugeordnet. 2018 hatte Akon einen Gastauftritt auf Bushidos Album Mythos, er rappte mit Bushido den Song Unsterblichkeit.
Im Jahr 2009 kam außerdem ein Remix für das Lied Celebration, von Madonna, mit Akon heraus. Produziert wurde es von Paul Oakenfold.
Im Jahr 2018 kündigte Akon gemeinsam mit dem Tourismusminister des Senegal die Errichtung einer futuristischen Stadt namens Akon City an der Atlantikküste des Senegals an. Das Design der Stadt ist von der fiktiven Comiclandschaft Wakanda aus dem Film Black Panther inspiriert. In der Stadt sollte eine eigene Kryptowährung namens Akoin benutzt werden. Anfang 2021 wurde die Errichtung einer weiteren Stadt nach dem Konzept in Uganda angekündigt.

## Kontroversen
Im April 2007 geriet Akon nach einem Konzert in einem Club auf Trinidad in die Schlagzeilen, nachdem er einen minderjährigen weiblichen Fan auf die Bühne gebeten, mit ihr getanzt und simulierten Sex praktiziert hatte. Akon bat um Entschuldigung für den Vorfall, verteidigte sich aber damit, dass er das Alter des Mädchens nicht erkannt und sich außerdem auf die Altersbeschränkung des Clubs verlassen habe. Diesem Zwischenfall widmet er die dritte Strophe seines Liedes Sorry, Blame It on Me, in dem er sich bei dem Mädchen entschuldigt, jedoch weiterhin ihre Eltern und die Betreiber des Clubs mitverantwortlich macht. Der Zwischenfall hatte keine juristischen Konsequenzen, allerdings stoppte der US-Konzern Verizon daraufhin seine Unterstützung von Akons Konzerten und beendete die Partnerschaft.
Auch im nächsten Jahr fiel er bei seinen Konzerten auf, als er einen jugendlichen Fan von der Bühne stieß und bei einer Show in Guyana zwei Mädchen attackierte.
Im Juli 2009 wurde Akon von seinem weißen Tiger angefallen, den er in einem Käfig in seinem Garten hält. Sein Arzt bestätigte, dass Akon schwere Verletzungen am Oberkörper sowie leichte Verletzungen im Gesicht erlitt, nachdem er versuchte, das Tier durch den Garten zu führen. Nach diesem Vorfall forderten einige Tierschützer, Akon solle den Tiger einer Zoohandlung übergeben, da er die Raubkatze in einem nur 12 m² großen Käfig halte. Wie aber später herausgefunden wurde, hat der Tiger ein großes Stück Wiese und Wald in Akons Garten als Gehege.
Ferner ist Akon Gründer der Wohltätigkeitsorganisation „Konfidence“, die sich der Hilfe für unterprivilegierte Kinder in Afrika verschrieben hat. Er ist gleichzeitig Besitzer einer Diamantenmine in Südafrika.

## Diskografie

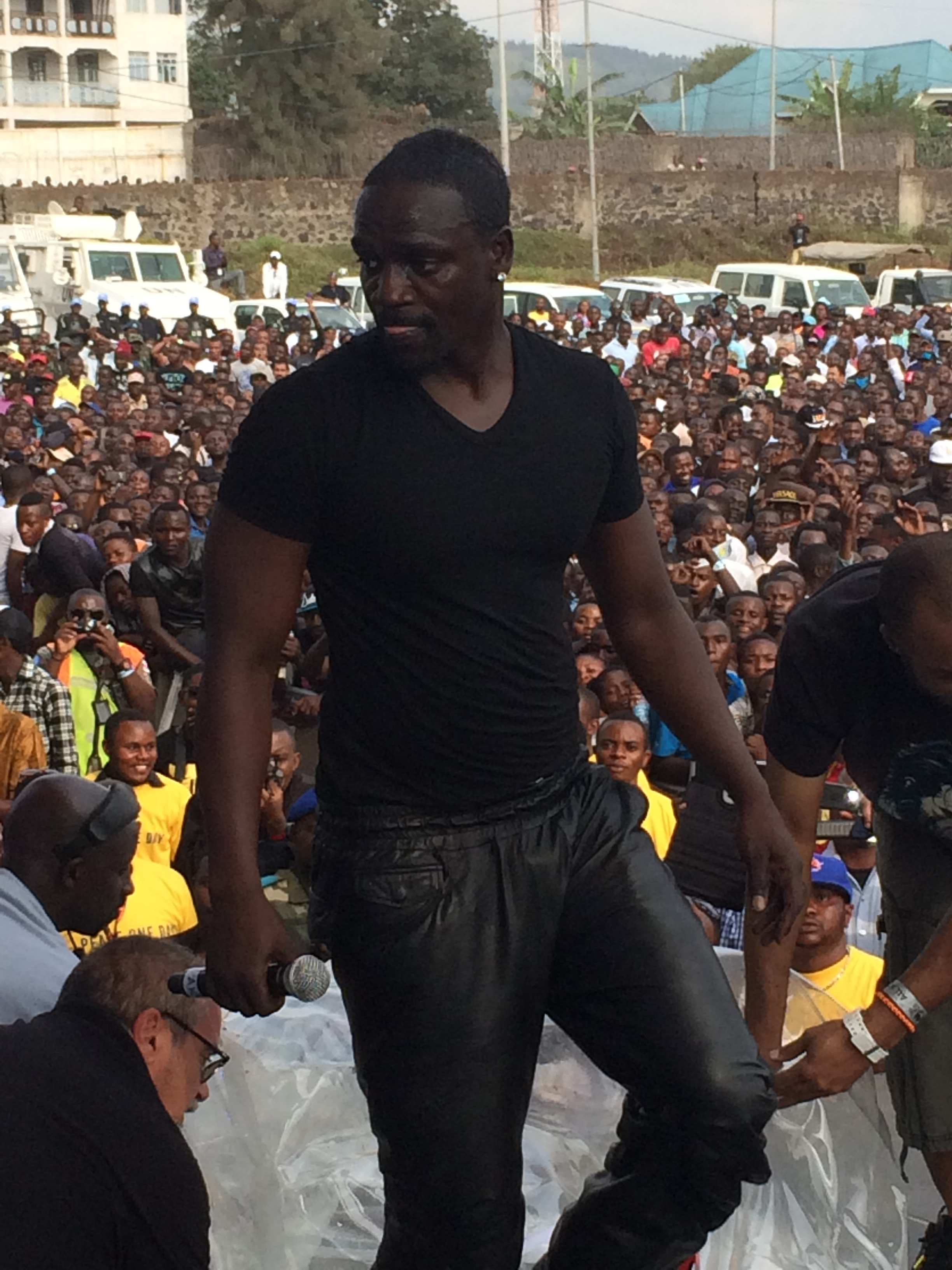
Akon (2014)

Studioalben

| Jahr | Titel Musiklabel                  | Höchstplatzierung, Gesamtwochen, AuszeichnungChartplatzierungen (Jahr, Titel, Musiklabel, Platzierungen, Wochen, Auszeichnungen, Anmerkungen) | Höchstplatzierung, Gesamtwochen, AuszeichnungChartplatzierungen (Jahr, Titel, Musiklabel, Platzierungen, Wochen, Auszeichnungen, Anmerkungen) | Höchstplatzierung, Gesamtwochen, AuszeichnungChartplatzierungen (Jahr, Titel, Musiklabel, Platzierungen, Wochen, Auszeichnungen, Anmerkungen) | Höchstplatzierung, Gesamtwochen, AuszeichnungChartplatzierungen (Jahr, Titel, Musiklabel, Platzierungen, Wochen, Auszeichnungen, Anmerkungen) | Höchstplatzierung, Gesamtwochen, AuszeichnungChartplatzierungen (Jahr, Titel, Musiklabel, Platzierungen, Wochen, Auszeichnungen, Anmerkungen) | Anmerkungen                                                   |
| Jahr | Titel Musiklabel                  | DE | AT | CH | UK | US | Anmerkungen                                                   |
| ---- | --------------------------------- | --- | --- | --- | --- | --- | ------------------------------------------------------------- |
| 2004 | Trouble Universal Records (UMG)   | DE24 (18 Wo.)DE | AT32 (13 Wo.)AT | CH31 (21 Wo.)CH | UK1 ×2Doppelplatin · (33 Wo.)UK | US18 ×2Doppelplatin · (72 Wo.)US | Erstveröffentlichung: 29. Juni 2004 Verkäufe: + 2.975.000     |
| 2006 | Konvicted Universal Records (UMG) | DE69 (6 Wo.)DE | — | CH23 Gold · (26 Wo.)CH | UK16 ×2Doppelplatin · (58 Wo.)UK | US2 ×6Sechsfachplatin · (68 Wo.)US | Erstveröffentlichung: 14. November 2006 Verkäufe: + 7.710.000 |
| 2008 | Freedom Universal Records (UMG)   | DE82 (3 Wo.)DE | AT75 (1 Wo.)AT | CH22 (28 Wo.)CH | UK6 ×2Doppelplatin · (50 Wo.)UK | US7 (38 Wo.)US | Erstveröffentlichung: 2. Dezember 2008 Verkäufe: + 1.522.000  |
| 2019 | El Negreeto Akonik Label Group    | — | — | — | — | — | Erstveröffentlichung: 4. Oktober 2019                         |
| 2019 | Akonda Akonik Label Group         | — | — | — | — | — | Erstveröffentlichung: 25. Oktober 2019                        |